# NHS-fluoresceína
NHS-fluoresceína é um composto orgânico, um corante derivado da fluoresceína, sendo o N-hidróxi-succinimidil-éster (do inglês N-hydroxy-succinimidyl) da fluoresceína.
É classificado com o número CAS 135795-62-9, número CB CB7363247. Possui fórmula molecular C24H15NO7 e peso molecular 429,38.
Suas propriedades de fluorescência são similares ao isotiocianato de fluoresceína.